# 达勒姆郡议会
杜倫郡議會（英語：Durham County Council）是英國東北英格蘭杜倫郡的地方政府，負責處理該單一管理區的市政服務。其總部位於杜倫的郡議會大樓（County Hall）。值得注意的是，其服務範圍並不包括名譽上屬杜倫郡的達靈頓區、哈特爾浦區及蒂斯河畔斯托克頓區。
自2025年5月以來，議會多數黨為英國改革黨，並單獨執政。
杜倫議會亦是東北英格蘭聯合管理局的成員之一。

## 歷史
达勒姆郡议会最初成立于1889年，是达勒姆郡行政区的上级地方当局。1974年，该县议会进行了重组，成为一个非都市郡议会。1997年，达灵顿被排除在责任区之外。2009年4月1日，达勒姆郡议会成为单一管理区议会，当时该郡剩下的7个行政区（包括切斯特勒斯特里特、達靈頓、德文特賽德、达勒姆、伊辛頓、塞奇菲爾德、蒂斯代爾及威爾谷被废除，郡议会吸收了它们的非都市区职能。
2009年的结构改革后，法律允许该议会自称为「达勒姆议会」，但该机构保留了「达勒姆郡议会」的名称。
自1925年以來，工黨一直在該議會佔有多數優勢，長期單獨執政。直至2021年選舉，議會再次未有單一政黨佔多數議席；當時保守黨、自由民主黨、德文賽德獨立派、綠黨及21位無黨籍議員組成首個非工黨的執政聯盟，而議會領袖（英語：Leader of the Council）則由自由民主黨議員阿曼達·霍普古德出任。

## 政治派系
自1919年杜倫議會前身創立以來，該議會由以下政黨所控制：
| 年期           | 多數派     | 最大政黨 | 執政黨            |
| -------------- | ---------- | -------- | ----------------- |
| 行政郡議會時期 |            |          |                   |
| 1919-1922      | 工黨       | 工黨     | 工黨              |
| 1922-1925      | 無特定控制 | 工黨     | 工黨              |
| 1925-1974      | 工黨       | 工黨     | 工黨              |
| 郡議會時期     |            |          |                   |
| 1974-2009      | 工黨       | 工黨     | 工黨              |
| 單一管理局時期 |            |          |                   |
| 2009-2021      | 工黨       | 工黨     | 工黨              |
| 2021-2025      | 無特定控制 | 工黨     | 自由民主黨 保守黨 |
| 2025-          | 改革黨     | 改革黨   | 改革黨            |

## 資料來源
1. ↑  Engelbrecht, Gavin. . Northern Echo. 2021-07-30  [3 March 2024].
2. ↑  Durham County Council, webadmin@durham gov uk. . Durham County Council.   [10 February 2019].
3. ↑  , 英國成文法資料庫, 國家檔案館,   [6 March 2024], SI 2009/837  (art. 7)
4. ↑  Bulmer, Martin. . Routledge. 2015: 129. ISBN 9781317448488.
5. ↑  Bloom, Dan. . mirror. 2021-05-09  [2021-05-09] （英语）.
6. ↑  . The Elections Centre. 4 March 2016  [13 August 2022].